# 聖查爾斯鎮區 (伊利諾伊州凱恩縣)
聖查爾斯鎮區（英語：St. Charles Township）是位於美國伊利諾伊州凱恩縣的一個行政鎮區。

## 地方資料
根據2010年美國人口普查的數據，聖查爾斯鎮區的面積為92.10平方千米，當中陸地面積為90.20平方千米，而水域面積為1.90平方千米。當地共有人口51672人，而人口密度為每平方千米561.04人。